# Amathia biseriata
Amathia biseriata is een mosdiertjessoort uit de familie van de Vesiculariidae. De wetenschappelijke naam van de soort is voor het eerst geldig gepubliceerd in 1837 door Krauss.